# Force aérienne populaire vietnamienne
La force aérienne populaire vietnamienne (en vietnamien : Không quân Nhân dân Việt Nam ; en anglais : Viêt Nam People's Air Force, VPAF) est la force aérienne de la république socialiste du Viêt Nam. Elle a succédé à l'ancienne force aérienne du Nord-Vietnam et à la force aérienne vietnamienne de la république du Vietnam après la réunification du Viêt Nam en 1975.
Elle est l'une des trois principales branches de l'Armée populaire vietnamienne, qui fait partie du ministère de la Défense. La mission principale de la VPAF est la défense de l'espace aérien vietnamien et l'apport d'une couverture aérienne pour les opérations de l'Armée populaire du Viêt Nam.

## Histoire

### Guerre d'Indochine
Les premiers aéronefs en service au sein des forces armées vietnamiennes étaient deux avions d'entrainement, un de Havilland Tiger Moth et un Morane-Saulnier, qui ont d'abord été la propriété privée de l'empereur Bảo Đại. En 1945, Bảo Đại céda les aéronefs au gouvernement vietnamien. Jusqu'en 1950, même si l'Armée populaire du Viêt Nam (APV) avait acquis des capacités offensives crédibles sur le terrain, elle était presque impuissante contre les opérations de reconnaissance ou d'attaque des forces aériennes expéditionnaires françaises. Le 9 mars 1949, le général Võ Nguyên Giáp est autorisé à établir le comité de recherche de la force aérienne (Ban Nghiên cứu Không quân), au sein de l'état-major général, afin d'étudier les moyens pour faire face à la guerre aérienne. Le premier vol d'un avion vietnamien est effectué le Tiger Moth, le 15 août 1949. Une formation à petite échelle est mise en place dans les années suivantes.
La poursuite du développement de l'aviation dans le Nord-Viêt Nam débuta en 1956, quand un certain nombre de stagiaires furent envoyés en l'URSS et en Chine afin d'effectuer une formation de pilote. Ils ont été organisés en deux groupes, les pilotes et les mécaniciens. Ils utilisèrent, entre autres, des Aero 45 et Zlín Z 26 tchécoslovaques. La première unité de la VPAF, le 919e régiment de transport (Trung đoàn Không quân Vận tải 919), sur An-2, Li-2, Il-14, vit le jour le 1er mai 1959, bientôt suivie par le 910e régiment de formation (Trung đoàn Không quân 910) sur Yak-18.

### Guerre du Viêt Nam
Le premier avion de combat nord-vietnamienne fut un T-28 Trojan d'entraînement, dont le pilote avait fait défection de la force aérienne royale du Laos. Il fut utilisé à partir de 1964, par les Nord-Vietnamiens, comme un chasseur de nuit. Le T-28 est le premier avion nord-vietnamien à avoir abattu un avion américain, un Fairchild C-123, le 15 février 1964.
La force aérienne nord-vietnamienne (FANV) reçut son premier avion de chasse, le MiG-17, en février 1964. Mais ces derniers sont d'abord stationnés sur des bases aériennes en Chine continentale, tandis que les pilotes étaient formés. Le 3 février 1964, le premier régiment de chasse, le no 921 (Trung đoàn Không quân Tiêm kích 921), surnommé l' escadron de l'Étoile Rouge, est formé. Le 6 août, les pilotes se posent au Nord-Viêt Nam à bord de leurs MiG-17. Le 7 septembre, le 923e régiment de chasse, alias l' escadron Yen, dirigé par le lieutenant-colonel Nguyen Phuc Trach, voit le jour. En mai 1965, la 16e compagnie de bombardement (Đại đội Không quân Ném bom 16) est mise sur pied avec des bombardiers bimoteurs Il-28.

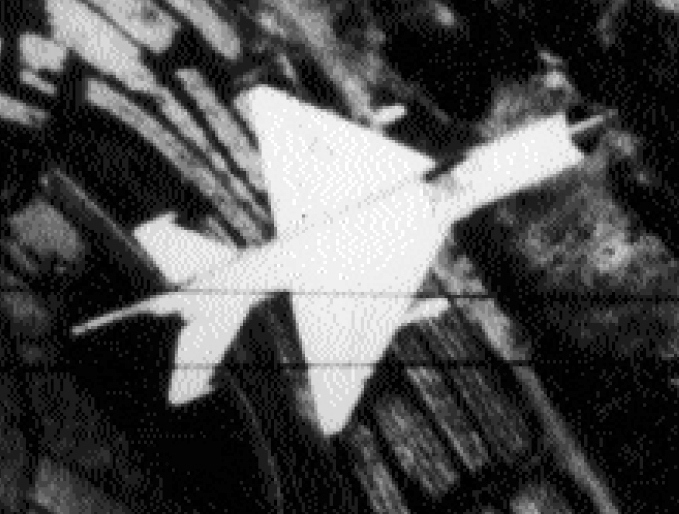
MiG-21 nord-vietnamien en 1966.

Le premier engagement aérien d'un jet de la force aérienne nord-vietnamienne avec des avions américains se déroula le 3 avril 1965. La FANV revendiqua avoir abattu deux F-8 Crusader de l'US Navy, information qui n'a pas été confirmée par les États-Unis, mais qui ont reconnu avoir rencontré des MiG. En conséquence, le 3 avril est devenu le « Jour de l'armée de l'air nord-vietnamienne ». Le 4 avril la FANV marqua ses premières victoires confirmées et reconnues par les deux parties. Les pilotes de combat américains furent choqués quand il fut relaté que de lents chasseurs, de l'ère post-Corée, MiG-17, avaient abattu des chasseurs-bombardiers F-105 Thunderchief lors de l'attaque du pont Thanh Hóa. Les deux F-105 abattus portaient leur charge normale de bombes lourdes, et n'étaient pas en mesure de réagir face à leurs agresseurs.
En 1965, la FANV reçut ses premiers MiG-21, par l'URSS, qui furent utilisés pour l'interception des groupes de frappes aériennes américains. La  tactique des MiG-21 était devenue tellement efficace, qu'en 1966, une opération fut montée afin de faire face à la menace des MiG-21. Dirigée par le colonel Robin Olds, le 2 janvier 1967, l'opération Bolo avait pour but d'attirer les MiG-21 dans les airs en leur faisant penser qu'ils interceptaient un groupe de frappe composé de F-105. Les MiG-21 trouvèrent en face d'eux douze F-4 Phantom II prévus pour le combat aérien et armés de missiles air-air. La FANV perdit sept MiG-21 sans qu'aucune perte ne soit enregistrée du côté américain.

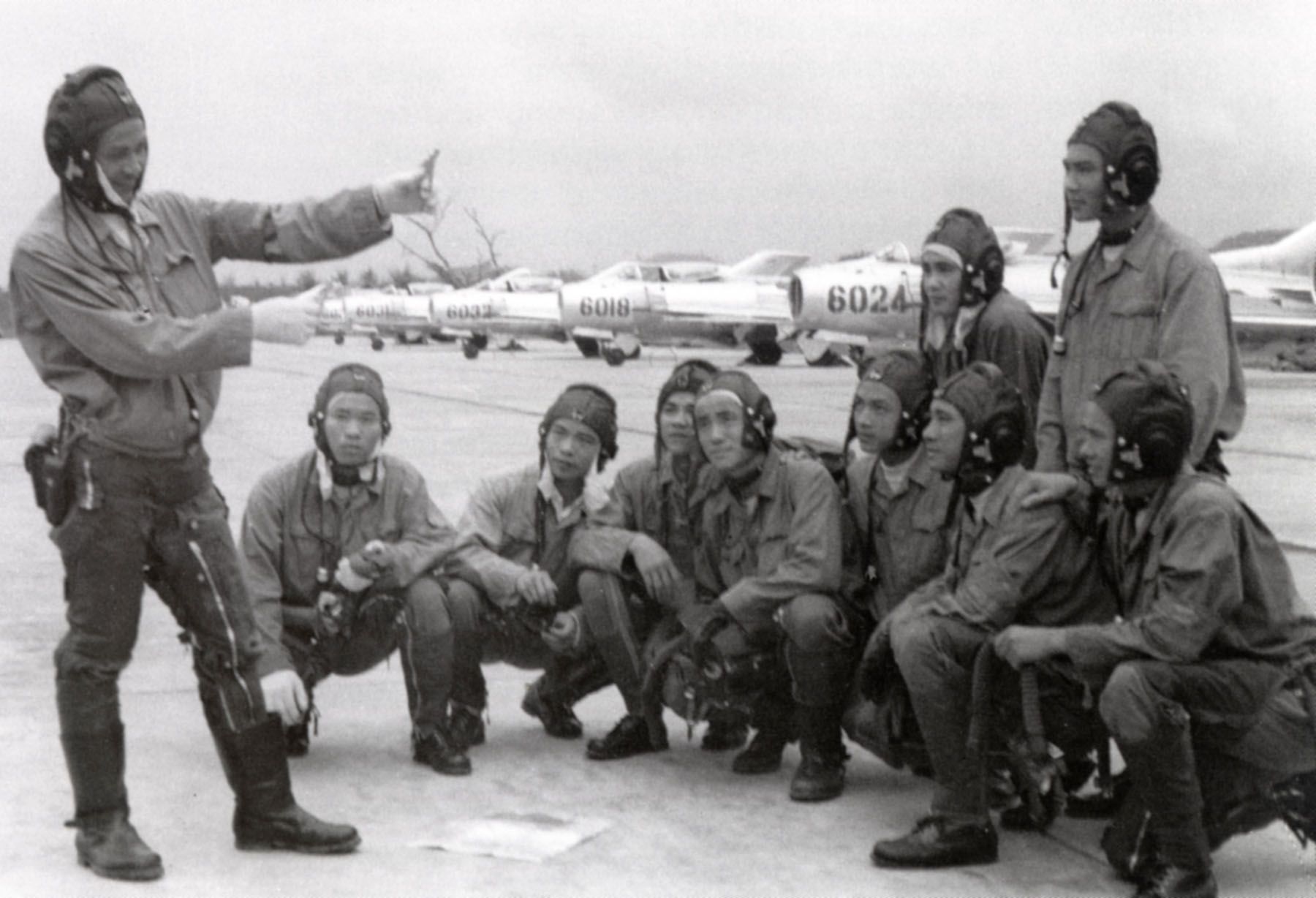
Pilotes nord-vietnamiens devant leurs Shenyang J-6.

Pendant ce temps, les performances décevantes des pilotes de l'US Air Force et l'US Navy ont abouti à une refonte totale de la formation de combat pour les pilotes de la marine américaine en 1968 (école de Top Gun établie 1969). Les forces américaines ne pouvaient pas toujours suivre, sur le radar, un MiG volant à basse altitude, et ont été entravées par des règles d'engagement (rules of engagement, ROE) restrictives qui nécessitaient aux pilotes d'acquérir visuellement leurs objectifs, supprimant en grande partie l'avantage du missile guidé par radar, qui, souvent, se sont révélées peu fiables lorsqu'ils sont utilisés aux combats.
La force aérienne nord-vietnamienne était une branche aérienne défensive, avec pour mission première de défendre le Nord-Viêt Nam. Jusqu'aux dernières étapes de la guerre, la FANV n'a mené aucune opération aérienne au-dessus Sud-Viêt Nam, ni même d'actions offensives contre les forces navales ennemies au large des côtes. Cependant, des attaques limitées furent effectuées sur des navires de guerre américains, endommageant notamment le destroyer USS Higbee (en) le 19 avril 1972. Au cours d'un autre incident, des MiG-17, qui s'aventuraient au-dessus de l'eau, ont été abattus par des missiles sol-air tiré par desnavires de guerre américains.

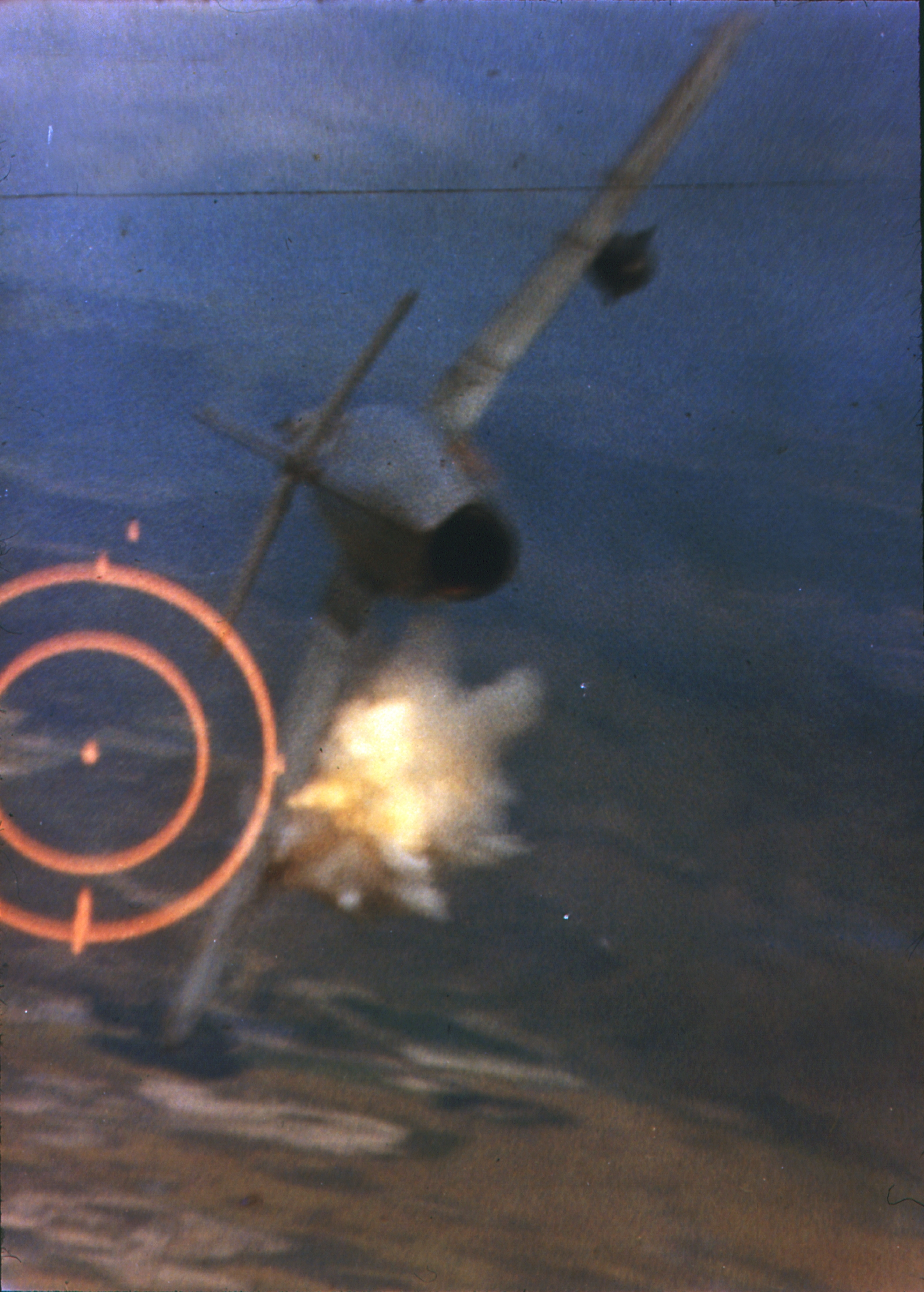
Un Mikoyan-Gourevich MiG-17 nord-vietnamien est touché par des obus de 20 mm d'un Republic F-105D Thunderchief de US Air Force, piloté par le major Ralph Kuster Jr. du Escadron d'appui tactique, de la Escadre de chasse tactique, le 3 juin 1967.

La FANV n'a pas pris part à toutes les sorties américaines. La plupart des avions ennemis ont été détruits par des missiles sol-air SA-2 ou par de l'artillerie antiaérienne. Typiquement, les MiG nord-vietnamiens n'engageait pas sans qu'ils aient l'avantage. Certaines des tactiques aériennes utilisées étaient semblables à l'opération Bolo, qui amena la FANV à se battre.
Le 24 mars 1967, les 921e, 923e et 919e régiments sont incorporées dans la 371e division aérienne Thăng Long (Sư đoàn Không quân 371). En 1969, le 925e régiment de chasse est formé, volant sur Shenyang J-6 (MiG-19 de construction chinoise). En 1972, le 927e régiment de chasse Lam Son voit le jour.
Les contrôleurs au sol de la FANV permettaient aux MiG de se positionner parfaitement en postes de combat afin d'effectuer des embuscades. Les MiG effectuaient des attaques rapides et dévastatrices parmi les formations américaines. Généralement les MiG-17 effectuaient des attaques frontales et les MiG-21 attaquaient par l'arrière. Après avoir abattu quelques avions américains et obligeant certains des F-105 à larguer leurs bombes prématurément, les MiG n'attendaient pas de représailles, mais dégageaient rapidement. Cette « guérilla du ciel » s'est avérée très fructueuse. En décembre 1966, les pilotes de MiG-21 du 921e régiment de chasse avaient abattu 14 F-105 sans aucune perte.
L'US Air Force et l'US Navy ont continué à fixer de grands espoirs sur le F-4 Phantom II, en supposant que les missiles, le radar de bord, les propriétés de vitesse et d'accélération, couplé aux nouvelles tactiques, fourniront aux Phantoms un avantage sur les MiG. Mais dans des affrontements avec les MiG-21 nord-vietnamiens, plus légers, le F-4 a commencé à souffrir de la défaite. De mai à décembre 1966, les batailles aériennes ont provoqué la perte de 47 avions américains contre 12 chasseurs ennemis. D'avril 1965 à novembre 1968, 268 combats aériens ont été réalisés au-dessus du Nord-Viêt Nam, et où la FANV affirma avoir abattu 244 avions des États-Unis (dont 27 F-4) ou de l'ARVN (armée de la république du Viêt-Nâm) contre une perte de 85 MiG (dont 20 MiG-21). 
Au printemps et à l'été de 1972, 360 avions de combat tactiques de l'US Air Force et 96 chasseurs de la Marine, dont un grand nombre étaient des F-4 Phantom ayant reçu des modifications récentes, affrontèrent 71 avions nord-vietnamiens (dont 31 MiG-21).
Le point culminant des combats au printemps 1972 se déroula le 10 mai, quand des avions nord-vietnamiens effectuèrent 64 sorties. La FANV  revendiqua 7 F-4 abattus (les États-Unis confirmèrent que seuls cinq F-4 ont été perdus). Les États-Unis réussirent, de leur côté, à abattre deux MiG-21, trois MiG-17 et un MiG-19. Le 18 mai, les avions vietnamien effectuent 26 sorties et réalisent huit combats aériens, qui a provoqua la chute de 4 F-4 Phantom, tandis que les chasseurs vietnamiens de cette journée n'ont subi aucune perte. Le 13 juin, une unité de MiG-21 est interceptée par un groupe de F-4, la deuxième paire de MiG fait une attaque de missiles et est frappée par deux F-4 qui n'ont pas subi de pertes.
L'as de l'US Navy, Randall Cunningham, pense avoir abattu le MiG-17 piloté par le mythique Nguyen Toon ou "Colonel Tombe", en volant sur son F-4 Phantom. Cependant, aucune recherche n'a été en mesure d'identifier l'existence du colonel Tombe; Cunningham a probablement abattu un chef de patrouille du 923e régiment. La légende affirme que colonel Toon aurait abattu 13 avions américains. Beaucoup de pilotes nord-vietnamiens ne sont pas seulement qualifiés mais peu orthodoxes, comme Cunningham l'a découvert après avoir fait des erreurs tactiques élémentaires. Le duel s'est ainsi étendu dans le temps. Cunningham ayant grimpé en flèche, le pilote MiG surprit Cunningham en grimpant de même. Utilisant son expérience acquise à Top Gun, Cunningham a finalement forcé les MiG à passer devant lui afin de le détruire. En fait, il n'y avait pas de pilote dans la FANV nommé Nguyễn Toon, il semble avoir été un personnage de fiction des pilotes américains. Comme une bonne volonté des pilotes américains, le colonel Toon était une combinaison de bons pilotes au Viêt Nam.
Beaucoup d'avions nord-vietnamiens ont été détruits au sol, et d'autres ont été retirés en Chine. En décembre 1972, les défenses aériennes nord-vietnamiennes avaient presque épuisé leur stock de missiles sol-air en essayant de descendre les B-52 qui effectuaient des raids sur le Nord à très hautes altitudes. Le réseau de défense aérienne nord-vietnamienne a été fortement dégradé par des contre-mesures électroniques (ECM) et d'autres mesures de suppression des défenses aériennes ennemies. Bien que les forces nord-vietnamiennes affirment avoir abattu 81 avions américains lors de l'opération Linebacker II, (dont 34 B-52, deux attribuées à la FAVN), des sources américaines reconnaissent seulement 27 avions perdus (dont 15 B-52).
Après les accords de paix de Paris, en janvier 1973, le 919e groupe aérien de transport (Lữ đoàn Không quân vận tải 919) est mis en place. Il est équipé d'aéronefs à voilure fixe, ainsi que d'hélicoptères en novembre.
Au cours de la campagne Hô-Chi-Minh, le bombardement de la base aérienne de Tân Sơn Nhất est le seul raid aérien mené par la force aérienne nord-vietnamienne, survenu le 28 avril 1975, deux jours seulement avant la chute de Saïgon. L'opération a été réalisée par l'escadron Quyet Thang, composé d'avions d'attaque au sol A-37 Dragonfly capturés à l'ARVN et pilotés par des défecteurs sudistes et des Nord-Vietnamiens de la force aérienne populaire vietnamienne, dirigés par Nguyen Thanh Trung, qui avait bombardé un mois auparavant le palais présidentiel de Saïgon à l'aide de son F-5 Freedom Fighter.
Durant la guerre du Viêt Nam, la FANV a ainsi utilisé des MiG-17F, MiG-17PF, J-5, MiG-19, J-6, MiG-21F-13, MiG-21PF, MiG-21GFP et MiG-21MF. Ils ont affirmé avoir abattu 266 avions américains, et les États-Unis ont affirmé avoir abattu ou détruit 204 avions MiG et au moins six An-2, dont 196 ont été confirmés par des preuves solides (100 MiG-17, 10 MiG-19 et 86 MiG-21). Cependant, la FAVN admet que seuls 154 MiG ont été perdus toutes causes confondues, dont 131 en combat aérien (63 MiG-17, 8 MiG-19 et 60 MiG-21). Ainsi, le ratio de perte serait compris entre 1:1,3 à 1:2 en faveur du Nord-Viêt Nam,.

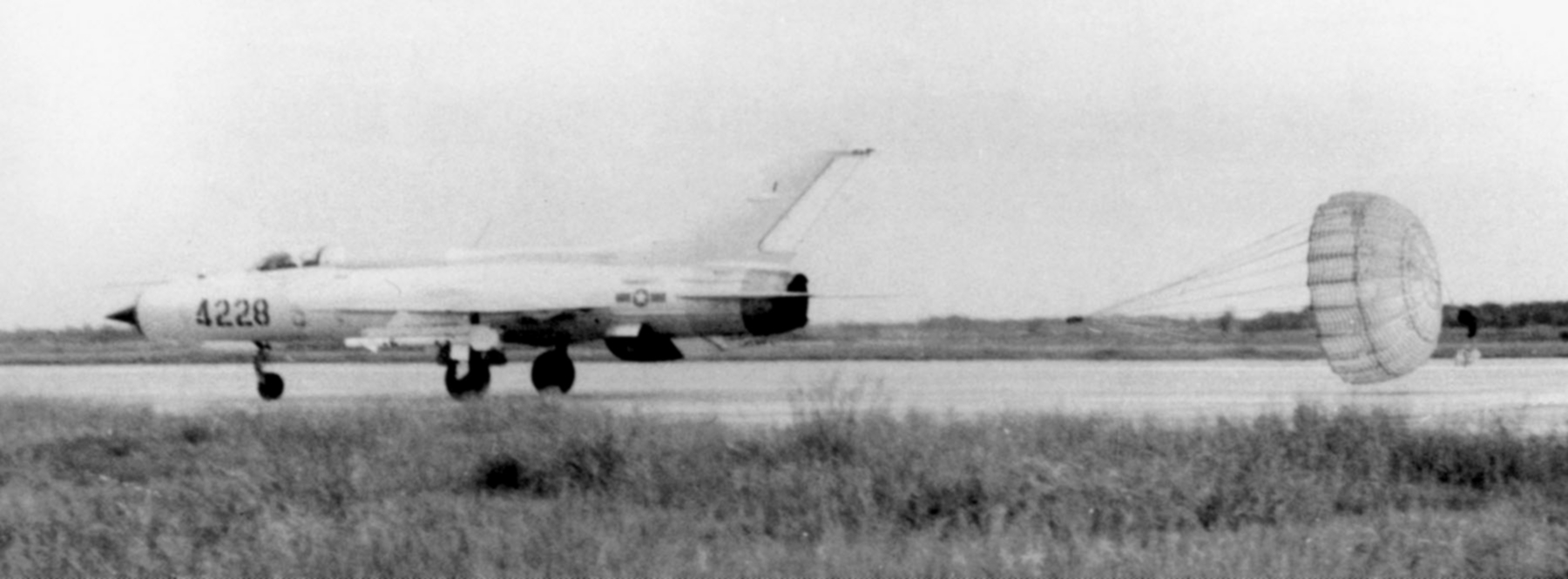
Mikoyan Gourevitch MiG-21PF de la force aérienne populaire vietnamienne déployant son parachute de freinage à l'atterrissage après une mission. L'avion est armé de missiles air-air Vympel K-13 (code OTAN : AA-2 Atoll).

### De 1975 à aujourd'hui
Le FANV n'a pas joué un rôle majeur lors de la campagne Ho Chi Minh, en 1975. Les seules sorties effectuées ont été menées par cinq A-37 de la force aérienne du Viêt-Nâm (FAVN) capturés. Des SA-2 ont été transportés dans le Sud Viêt Nam afin lutter contre de possibles frappes aériennes de l'armée américaine. Les États-Unis n'avaient pas la possibilité d'apporter leur puissance aérienne durant l'offensive de 1975, qui s'était avérée décisive en 1972, et la FAVN n'avait pas la capacité de frapper des cibles dans le nord ni de se défendre contre les attaques dans le sud.
Après la fin de la guerre du Viêt Nam, en mai 1975, plusieurs régiments ont été formés :
- 935e régiment de chasse Đồng Nai
- 937e régiment de chasseur-bombardier Hậu Giang
- 918e régiment de transport Hong Ha
- 917e régiment de transport mixte Đồng Tháp

En septembre 1975, les quatre régiments nouvellement créés ont été intégrés dans la 370e division aérienne Lê Lợi et la 372e division aérienne Hai Van, comprenant entre autres le 925e régiment de chasse.

Le 31 mai 1977, la force aérienne populaire vietnamienne (Không quân Nhân dân Việt Nam) est séparée de la force de défense aérienne (Quân chủng Phòng không).

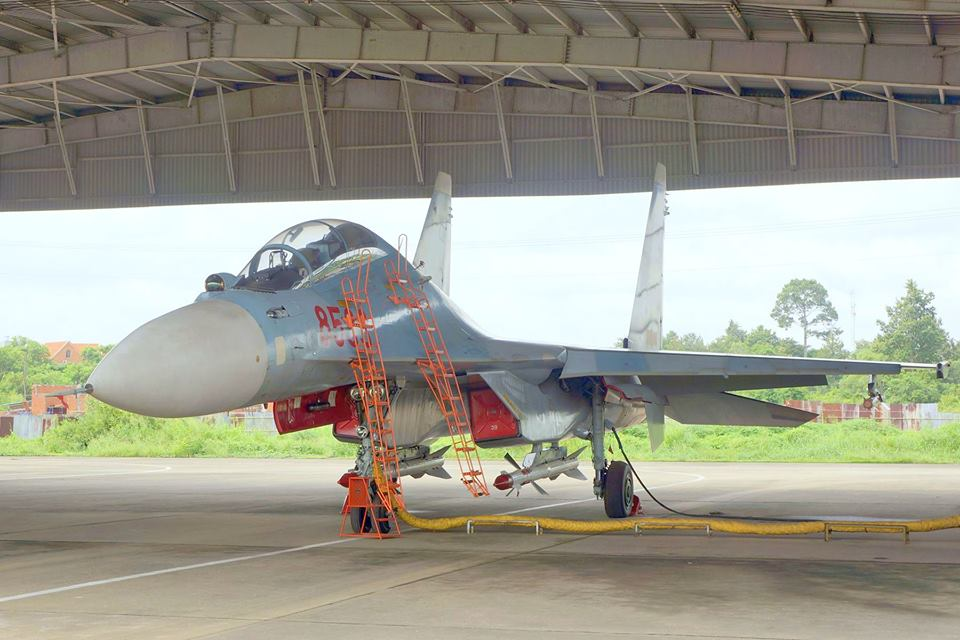
Un des 36 Soukhoï Su-30 commandés par le Vietnam. Ils sont, en 2018, les plus modernes de sa flotte d'avions de combat.

Lorsque le Viêt Nam du Sud a été envahi par les forces de l'armée populaire vietnamienne, le 30 avril 1975, environ 877 avions ont été capturés par le Nord-Viêt Nam. De ce nombre, 41 étaient des F-5 et 95 étaient des A-37. Lorsque le Viêt Nam envahit le Cambodge en 1979, les anciens A-37 volèrent lors de missions d'appui au sol. Ces avions étaient plus adaptés à ce rôle que les MiG. Les anciens F-5E, C-123, C-130 et UH-1 de la force aérienne vietnamienne (FAVN) ont été utilisés par la FAPV pendant de nombreuses années après la fin de la guerre.
Entre 1953 et 1991, environ 700 avions de combat, 120 hélicoptères et 158 systèmes de missiles ont été fournis au Nord-Viêt Nam par l'URSS et la république populaire de Chine (principalement le MiG-19). Même aujourd'hui, les trois quarts des armes vietnamiennes ont été fabriquées durant l'après-guerre froide en Russie.

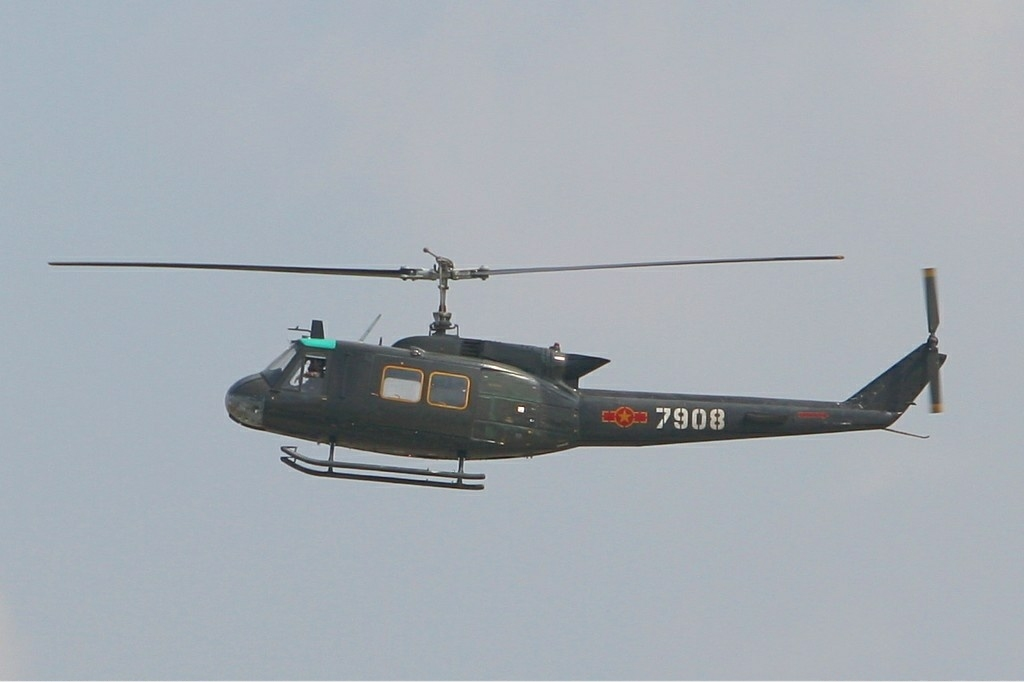
UH-1H Iroquois vietnamien en avril 2006.

Aujourd'hui, la FAPV est en cours de modernisation. Elle utilise toujours ses derniers modèles de MiG-21 et Su-22 de l'époque de la guerre froide, qui sont en cours de remplacement par de nouveaux Su-27SK de supériorité aérienne. À ce jour[Quand ?], le Viêt Nam a commandé et reçu 12 de ces avions. En 2004, elle a également acquis quatre variantes modifiées de Su-30MK2V, les nouveaux modèles du Su-27. En mai 2009, le Viêt Nam signa un accord avec la Russie afin d'acquérir 12 appareils supplémentaires afin de renforcer sa flotte vieillissante. L'armée de l'air vietnamienne a également acquis de nouveaux systèmes de défense aérienne de pointe, incluant deux S-300PMU1 (désignation OTAN : SA-20), des batteries SAM à basse et haute altitude pour un prix de 300 millions de dollars.
Le 8 avril 2008, lors d'une mission de formation, un avion de transport bimoteur léger du 918e régiment de transport s'est écrasé dans un champ à la périphérie de la capitale Hanoï, tuant les cinq pilotes vietnamiens. L'avion avait décollé de l'aéroport de Gia Lam à Hanoï, avec cinq officiers à bord pour un exercice d'entraînement. Il s'est écrasé sur son chemin de retour.
Les MiG-21 sont retirés en novembre 2015.

## Inventaire
En 2024
| Aéronefs                | Origine                   | Type                                       | En service      | Versions            | Notes                                                               |
| Avion de chasse         | Avion de chasse           | Avion de chasse                            | Avion de chasse | Avion de chasse     | Avion de chasse                                                     |
| ----------------------- | ------------------------- | ------------------------------------------ | --------------- | ------------------- | ------------------------------------------------------------------- |
| Soukhoï Su-22           | Union soviétique          | Chasseur-bombardier                        | 33              | Su-22M3/4 Su-22UM3K | 1 appareil s’est écrasée 2024                                       |
| Soukhoï Su-27           | Russie                    | Avion de chasse et de supériorité aérienne | 12              | Su-27SK Su-27UBK    |                                                                     |
| Soukhoï Su-30           | Russie                    | Avion multirôle                            | 36              | Su-30MK2            |                                                                     |
| Avion-école             |                           |                                            |                 |                     |                                                                     |
| Aero L-39 Albatros      | Tchéquie                  | Avion d'entraînement Attaque légère        | 24              | L-39NG              | 12 L-39NG doivent être livrés en 2023/24 pour les remplacer         |
| Yakovlev Yak-130        | Russie                    | Avion d'entraînement Attaque légère        | 12              |                     | 12 commandé pour 350 millions de dollars fin 2019                   |
| Beechcraft T-6 Texan II | États-Unis                | Avion d'entraînement                       | 0               |                     | nombre inconnu commandé en juin 2021. 3 devant être livrés mi-2023. |
| Avion de transport      |                           |                                            |                 |                     |                                                                     |
| CASA C-295              | Espagne                   | Avion de transport                         | 3               |                     |                                                                     |
| CASA C-212              | Espagne                   | Avion de transport                         | 3               | NC212i              |                                                                     |
| Hélicoptère             |                           |                                            |                 |                     |                                                                     |
| Mil Mi-17               | Union soviétique / Russie | Hélicoptère de transport Attaque légère    | 37              | Mi-8 Mi-17          |                                                                     |
| Mil Mi-24               | Union soviétique          | Hélicoptère de combat                      | 25              | Mi-24               |                                                                     |
| Kamov Ka-27             | Union soviétique          | Hélicoptère utilitaire                     | 2               | Ka-32               |                                                                     |